# Pintura de Chile

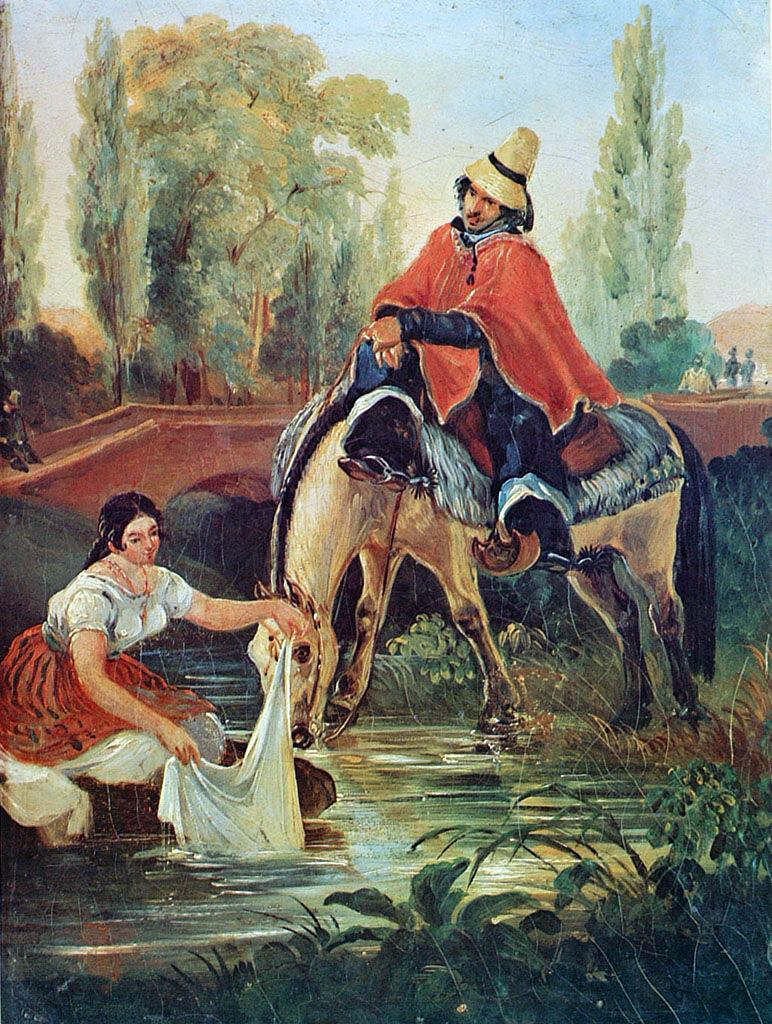
El Huaso y la Lavandera por Mauricio Rugendas (c. 1835), una de las pinturas más conocidas de Chile. actualmente la obra está ubicada en el Museo de Bellas Artes de Chile.

La pintura de Chile abarca todas las obras pictóricas realizadas dentro de territorio chileno, desde la época prehispánica, cuando fue desarrollada por los pueblos indígenas, hasta los tiempos modernos, donde figuran desde las vanguardias hasta el arte desarrollado por artistas independientes.
Las épocas de la pintura chilena no están estrictamente definidas por los historiadores y existen ciertas variaciones al elaborar una estructura cronológica. Ciertos autores restan importancia a ciertos grupos o intercambian a sus participantes. Sin embargo, existe un esquema cronológico de acuerdo a los grupos y generaciones que se van sucediendo a través de la historia chilena, que es la forma más común de periodificación en términos artísticos.
Según lo anterior, la pintura chilena se inició con los objetos rituales y las telas de los pueblos diaguita, atacameño, rapanui, mapuche y otros pueblos asociados, incluyendo la civilización inca. Se sabe también que los pueblos del extremo austral desarrollaron el arte petroglifo que perdura hasta hoy.
Posteriormente, el arte chileno fue tomado en manos de la Compañía de Jesús a la llegada de los españoles al actual territorio chileno a mediados del siglo XVI. Tras la independencia, el arte pictórico chileno fue comandado por un grupo de artistas extranjeros que trajeron la pintura de caballete al país. A mediados del siglo XIX, nació la Academia de pintura y tras ella la «generación del medio siglo» y la «generación de los grandes maestros de la pintura chilena», conformada por Juan Francisco González, Pedro Lira, Alberto Valenzuela Llanos y Alfredo Valenzuela Puelma.
A comienzos del siglo XX, nació el primer conglomerado de pintores chilenos conocido como la «generación del trece», liderada por Álvarez de Sotomayor, junto con sus sucesores: los vanguardistas del «grupo Montparnasse», impulsado por Camilo Mori, y la «generación del 28», que abrieron paso a un nuevo arte chileno. Durante este periodo, se creó el Museo Nacional de Bellas Artes de Chile en 1910, por iniciativa del escultor José Miguel Blanco, entre otros personajes.
A mitad del siglo XX, se llevaron a cabo variadas experiencias visuales y surgieron autores como Roberto Matta y Claudio Bravo que incursionaron en el surrealismo y el hiperrealismo, respectivamente. La época contemporánea está marcada por la entrada de la pintura autónoma llevada a cabo por artistas independientes sin establecerse una tendencia pronunciada hacia el arte abstracto o el figurativo.

## Pintura prehispánica
La pintura prehistórica chilena o también llamada pintura precolombina chilena se refiere a todo tipo de pintura o técnica pictórica usada para representar objetos o personas durante el periodo anterior a la conquista española. El arte prehistórico esta estrechamente relacionado con el arte rupestre y los petroglifos desarrollados durante el periodo prehispánico en América especialmente en el Norte grande donde se puede apreciar la influencia de la civilización incaica en las culturas nortinas. El historiador de arte Luis Álvarez Urquieta fue uno de los primeros autores en tocar el tema en su libro “Pintura en Chile”. El autor explica que la mayor parte de la pintura desarrollada antes de la llegada de los españoles fue puesta en práctica por los siguientes pueblos: 
- 1) La cultura Atacameña.[9]
- 2) Los Incas y,
- 3) El pueblo Araucano.[10]

Actualmente se identifican también a los pueblos diaguita y a numerosos pueblos australes y de la zona central del país que también han desarrollado este tipo de arte, en particular el que se refiere a los denominados petroglifos, figuras de colores generalmente de símbolos enmarcadas en piedras que perduraron debido a la composición química de la muestra.

## Pintura del período colonial

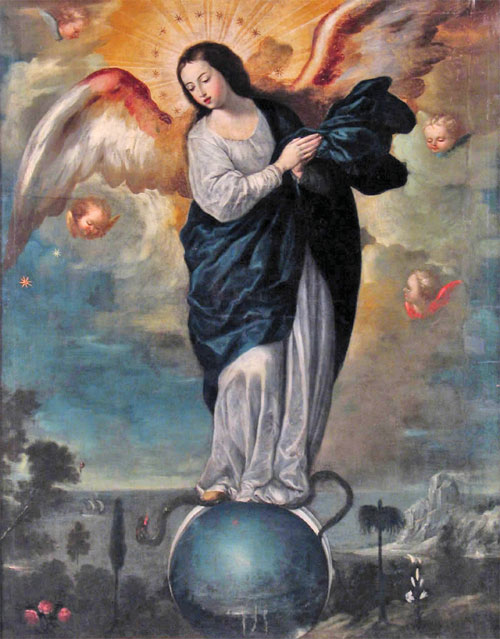
Virgen alada, pintura de Miguel de Santiago, uno de los máximos exponentes de la escuela quiteña del e importante influencia para el arte chileno de la época

La pintura colonial chilena se enmarca en la tiempo histórico del Chile colonial, época que, en palabras de Mariano Picon-Salas “no fue un mero trasplante de Europa, sino que, en gran parte, una obra de fusión de cosas europeas y cosas indígenas”.
Comenzó aproximadamente a mediados del siglo XVII y es comandada en principio por los jesuitas españoles y ciertos artesanos de poca monta con falta de instrucción especializada en el tema. El arte colonial es esencialmente en sus inicios influencia directa de los corrientes artísticas de Europa tales como el Manierismo y el barroco, sin embargo, al igual que todas las demás artes de que se desarrollaron durante este periodo, la pintura chilena sufrió las influencias del arte indígena desgastando acadámicamente la calidad de la obra, pero al mismo tiempo, creando un estilo nuevo y autóctono de vital importancia para la educación y evangelización de los pueblos originarios.

## sigloXIX

### Precursores de la pintura chilena
El grupo de los precursores de la pintura chilena, o también llamados “pintores viajeros del siglo XIX”,  fue un término acuñado por el coleccionista e historiador del arte, Luis Álvarez Urquieta, quien resalta el grupo de pintores independientes que llegan a Chile a fines del siglo XVII y principios del siglo XIX. Se desempeñaron distintas áreas que varían en estilo y tema del arte colonial chileno. Nuevas temáticas y elementos van a abordar la pintura nacional: desde el retrato de personajes ilustres llevado a cabo por artistas como el peruano José Gil de Castro y el francés Raymond Monvoisin, la representación de escenas de la independencia donde destacó el chileno Manuel Antonio Caro y el alemán Mauricio Rugendas hasta la representación bibliográfica de plantas, animales y ciudades puestas en práctico por personajes como Claudio Gay, Charles Wood y el científico Charles Darwin.

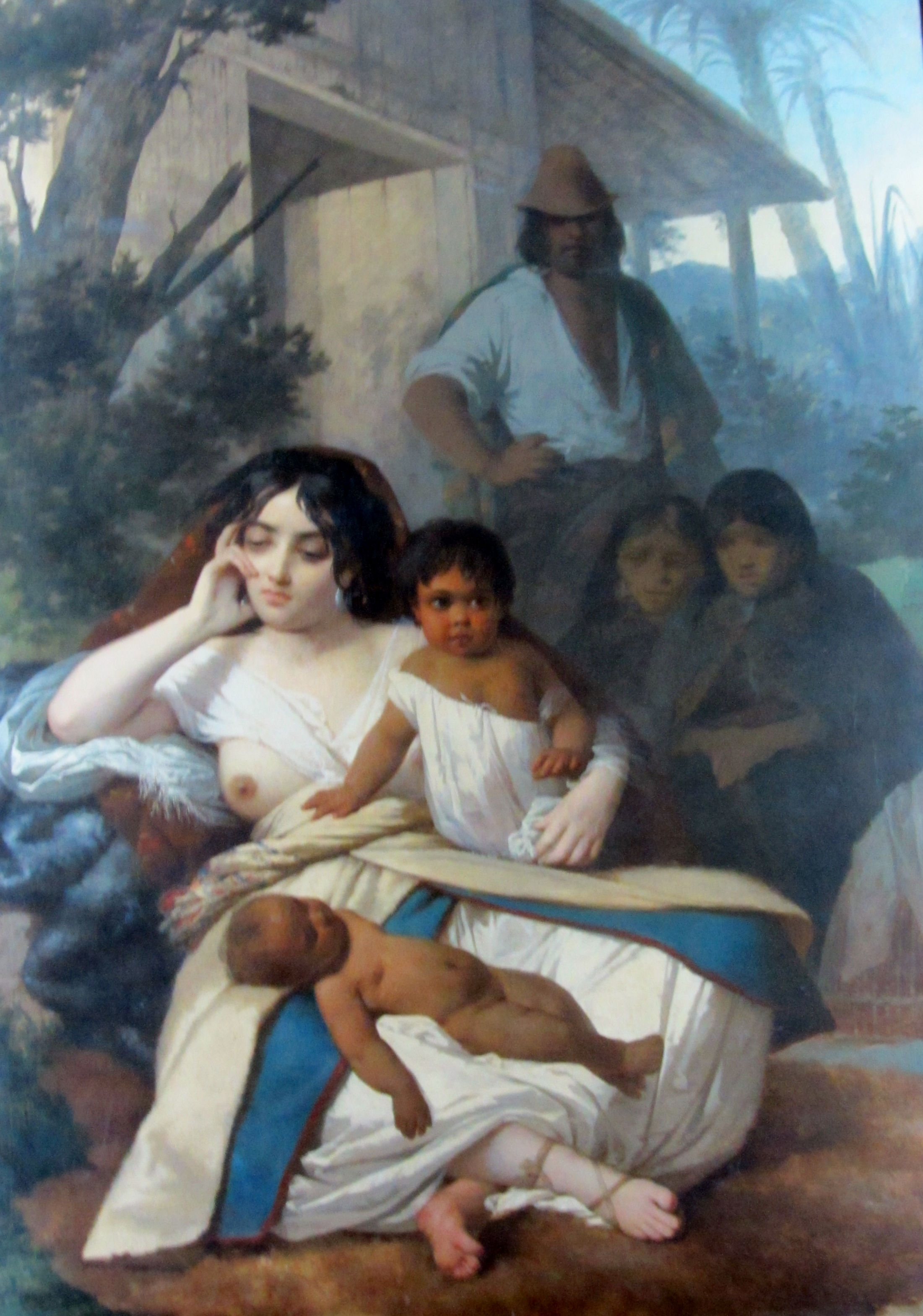
Elisa Bravo en cautiverio por Raymond Monvoisin

Si bien la pintura anterior al siglo XIX se caracterizaba por su capacidad funcional( poseía una función evangelizadora, conciliadora y educacional), las nuevas tendencias europeas dejan de lado la labor de la docencia vinculándola al valor estético natural que lleva por sí misma. De esta manera la pintura dejó de ser un complemento de las demás artes y ciencias para llegar a cumplir la labor que por naturaleza le correspondía. 
El arte chileno en general sufrió también de los conflictos internos del país tras la independencia y le fue muy difícil marcar una tendencia estilística en algún sentido. Durante el periodo de los pintores viajeros conviven el realismo, el neoclasicismo y el romanticismo sin que se pueda uno imponer su importancia sobre otro más que en nichos particulares y durante periodos breves.
Entre los historiadores está preestablecido que el inicio de arribo de los artistas extranjeros a Chile se marca con la llegada del peruano José Gil de Castro. El popular pintor se dedica a retratar personajes de la época y los caudillos de la liberación española tales como  Ramón Freire,  Bernardo O’Higgins, José de San Martín y Simón Bolívar. Su técnica asemeja en gran medida con la escuela cusqueña por lo que no era muy precisa a la hora de retratar rostros, los cuales son planos y con falta de expresión particular. Independiente de su habilidad como pintor de rostros los detalles decorativos de sus obras son alabados por Ricardo Bindis en su libro de  "Historia de la pintura chilena ", quien destaca la manera de tratar las medallas de los caudillos representados. 
Otro pintor extranjero de gran importancia para la nueva nación fue Charles Wood, pintor inglés especialista en marinas, el cual legó un gran grupo de lienzos con destacable valor histórico. Entre sus obra más famosas se encuentran ”Naufragio del Arethusa”, ”Toma de la fragata Esmeralda por la Escuadra de Chile de Lord Cochrane” y ”El General Baquedano en Campaña”. Según cuenta la bibliografía fue testigo personal de la toma de la esmeralda escena de la que creó varias reproducciones. También como importante logro para la república chilena se le atribuye la invención del escudo nacional de Chile. 
El alemán Mauricio Rugendas y el francés Ernesto Charton desarrollaron ambos labores importantes retratando las costumbres típicas del país. Su paso por Chile dejó múltiples escenas del inicio de la república. Entre las obras más populares de estos autores encontramos ”Fiesta campestre”, “”la batalla de Maipú” y "El huaso y la lavandera" de Rugendas, en tanto de Charton destacan ”Plaza de Armas de Santiago””  y ”La casa de la moneda”. Ambos pintores son ejemplo del arte documental que elaboraron los pintores viajeros.
En su época uno de los más reconocidos pintores de Chile fue el francés Raymond Monvoisin, uno de los precursores del retrato en Chile. Sus trabajos se centraron en la representación de los aristócratas más destacados del momento, entre los que destacan doña “Carmen Alcalde y Velasco de Cazotte”,  el general y presidente Manuel Bulnes, el venezolano Andrés Bello y el político Mariano Egaña. 
El francés popularizó el retrato dentro de la alta élite chilena, sus discípulos directos fueron Francisco Javier Mandiola y José Manuel Ramírez Rosales quienes heredaron gran parte de sus técnicas y colores incluyendo en el caso de Rosales su fascinación por la cultura francesa. El caso de Mandiola desvió a los campesinos, niños e indigentes, es decir, prefirió el retrato de la clase baja chilena. Monvoisin fue consultado varias veces para ser director de la academia de Bellas Artes que el gobierno buscaba crear, sin embargo el artista se negó en variadas ocasiones tras lo cual tomó el cargo Alejandro Cicarelli.
Gran cantidad de pintores extranjeros se ubican en este grupo(por esto se le llamaba pintores viajeros). Normalmente la bibliografía ubica en este grupo:
- Claudio Gay= Botánico y naturalista francés, uno de los primeros estudiosos de la flora y fauna chilena.
- José Gil de Castro= Artista de transición para los precursores, retratista de personajes ilustres de la independencia de América tales como José de San Martín y Simón Bolívar.
- Charles Wood= Pintor inglés y documentalista de la época, diseñó el escudo nacional de Chile agregando el huemul y el cóndor.
- Mauricio Rugendas= Pintor y dibujante alemán, recorrió varios países de Latinoamérica detallando su cultura, flora y fauna. Entre sus cuadros figura la escena el huaso y la lavandera y La batalla de Maipú. Trabajó junto al Padre de la Geografía Moderna Universal, Alexander Humboldt.
- Raymond Monvoisin= Pintor retratista francés, contribuye a la creación de la academia de pintura en Chile y deja retratos famosos en Chile hasta la actualidad como los hechos a Andrés Bello y Manuel Ramírez Rosales
- Ernest Charton= Pintor francés que en Chile plantea obras de características costumbristas.
- Otto Grashof=  Pintor, dibujante y retratista alemán.
- Thomas Somerscales= Pintor inglés marinista, famoso por pinturas como el Combate naval de Iquique.

### La Academia de Pintura

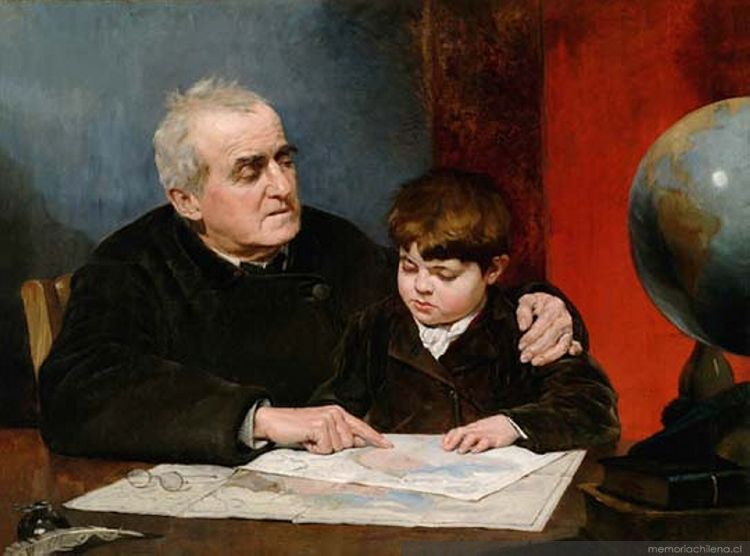
La lección de geografía, de Alfredo Valenzuela Puelma.

La Academia de Pintura fue el primer instituto chileno en impartir la enseñanza profesional del arte en Chile. Creada en Santiago el 17 de marzo de 1849 e impulsada por el gobierno de Manuel Bulnes para el fomento de las Bellas Artes, se ubicó en un principio en el edificio perteneciente a la Universidad de San Felipe, actual Teatro Municipal de Santiago. En 1891 se trasladó de lugar y cambió su nombre original por el de Escuela de Bellas Artes; desapareció, en esencia, en 1910 tras unir sus dependencias con el Museo de Bellas Artes, pasando a depender su dirección de la Universidad de Chile en 1932.
La Academia dio al país sus primeros artistas nacionales y fue el inicio para destacados pintores chilenos, entre los que se cuentan los cuatro grandes maestros de la pintura chilena, los seguidores de Pedro Lira y Antonio Smith, y la generación del 13. Sus primeros directores fueron el napolitano Alejandro Cicarelli, el alemán Ernesto Kirchbach, el florentino Juan Mochi, Cosme San Martín (el primer chileno en asumir la dirección) y el escultor Virginio Arias.

### Los grandes maestros de la pintura chilena

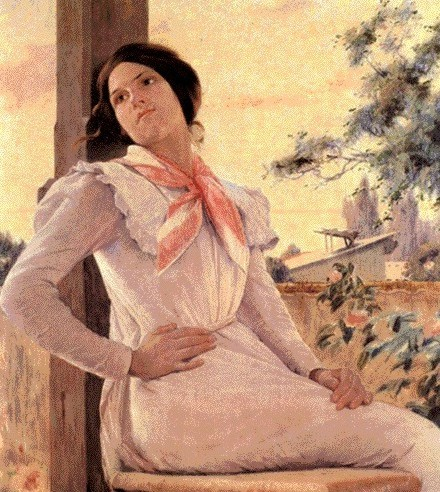
En el balcón. Lira no simpatizó mucho con las tendencias renovadoras relacionadas con el impresionismo. Puede observarse como prefiere el uso de la perspectiva y el sentimiento de los retratados en lienzos como En el balcón.

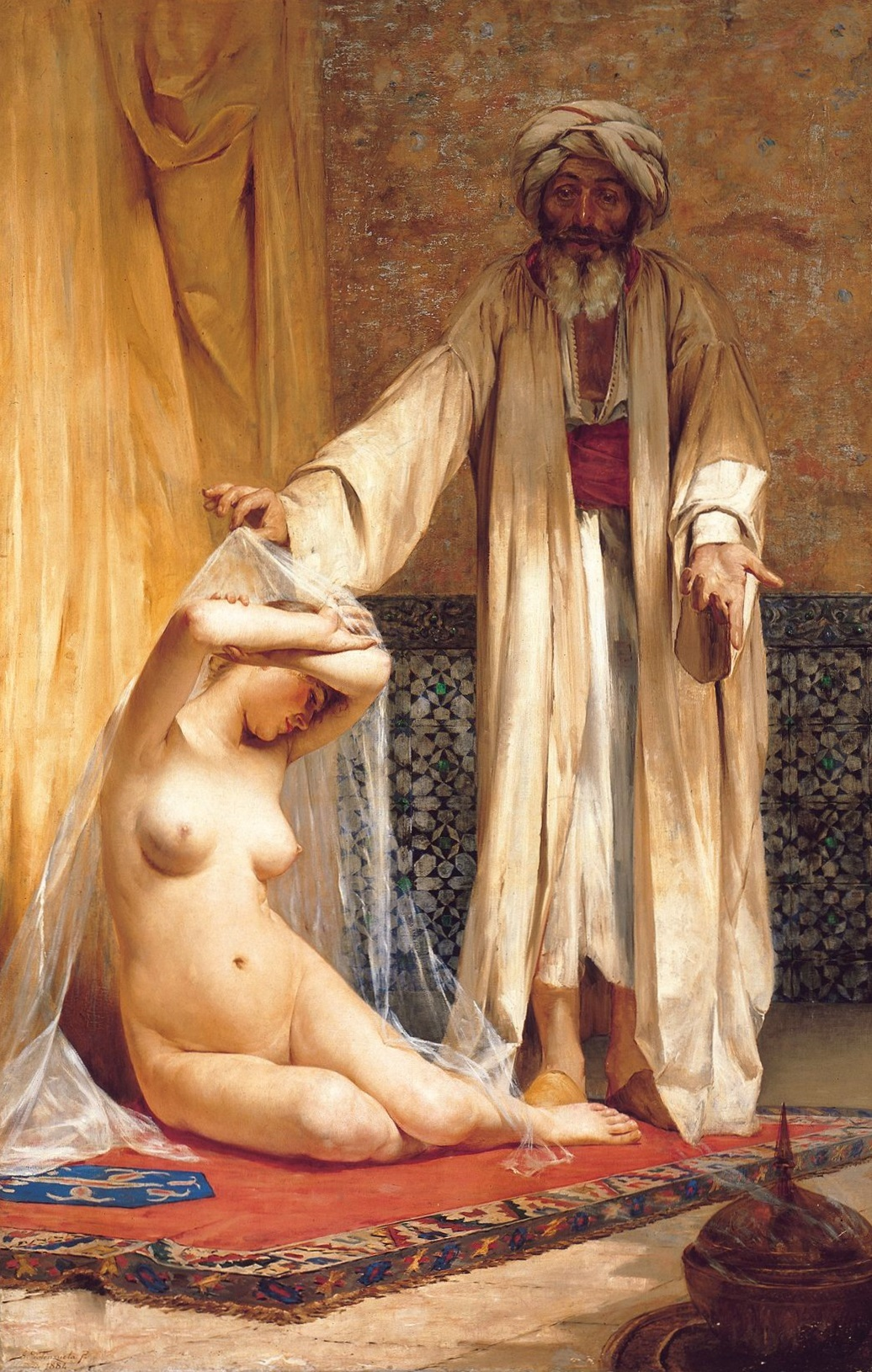
La perla del mercader (1884) de Valenzuela Puelma.

Los grandes maestros de la pintura chilena es un concepto acuñado por el historiador Antonio Romera que agrupa a cuatro importantes pintores chilenos, cuya obra fue determinante en términos de docencia y su influencia se extiende hasta hoy. Estos artistas desarrollaron su labor durante las dos últimas décadas del siglo XIX y las dos primeras del siglo XX.
Fueron alumnos de las primeras generaciones de la Academia de Arte en Chile, los cuatro se perfeccionaron en Francia y fueron a su vez maestros de otros artistas, por lo que enlazan la caída del academicismo con la sensibilidad de las nacientes vanguardias. A pesar de tener marcadas diferencias estéticas, existe una unidad temporal y educacional, por lo que se conocieron entre sí. Los pintores nombrados son Pedro Lira, Juan Francisco González, Alfredo Valenzuela Puelma y Alberto Valenzuela Llanos. Lira y Valenzuela Puelma son de inspiración naturalista, mientras que González y Valenzuela Llanos pertenecen a tendencias más renovadoras. Las obras de estos pintores están en exposición en la mayoría de los museos de arte del país incluyendo: La Casa del Arte en Concepción, el Museo Nacional de Bellas Artes de Santiago, el Palacio de la Moneda, la Biblioteca Nacional de Chile, el Museo Histórico Nacional, entre otros.
Actualmente, existe discrepancia entre algunos autores sobre si faltan artistas a esta nómina; Gaspar e Ivaelic nombran por ejemplo a Alfredo Helsby como parte de este «grupo» de artistas.[cita requerida]

## sigloXX

### Generación del 13
La generación del 13 fue el primer grupo pictórico de Chile. Su nombre se debió a la exposición conjunta que desarrollaron en 1913, en los salones del diario chileno El Mercurio. Entre las características del grupo están la fascinación por el arte criollo y sus costumbres, la crítica social y el retrato de un personaje inédito hasta entonces en la pintura nacional, el proletariado.
El grupo tenía un carácter bohemio similar al comienzo al revelado por los primeros integrantes del romanticismo, pero abocado a una labor más social. Su origen humilde y las bajas  remuneraciones por sus cuadros hicieron que muchos de ellos murieran jóvenes y de enfermedades como la malaria y la tuberculosis. 
La generación del 13 emergió de los barrios más pobres del país. En un principio, sus miembros estudiaron con Pedro Lira y luego recibieron las influencias del español Álvarez de Sotomayor, de quien heredaron el estilo, semejante en esencia a Velásquez.
En cuanto al estilo practicó la pintura con relación al realismo vernacular, esto es, la pintura relacionada con la realidad de la situación abocada al ámbito del campesinado y la vida normal. Se alejaron, entonces, de los temas tradicionales manteniendo ciertos conceptos como el respeto por el volumen y el color, así como la solvencia técnica para tratar la figura humana.
También exploraron el tema melancólico con colores sombríos, pincelada ancha y formas amplias. Resurgió con fuerza el tema del retrato y se abandonó la mitología y se prestó menor atención a la religión. 

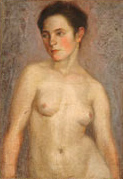
Desnudo por Abelardo «Pashin» Bustamante.
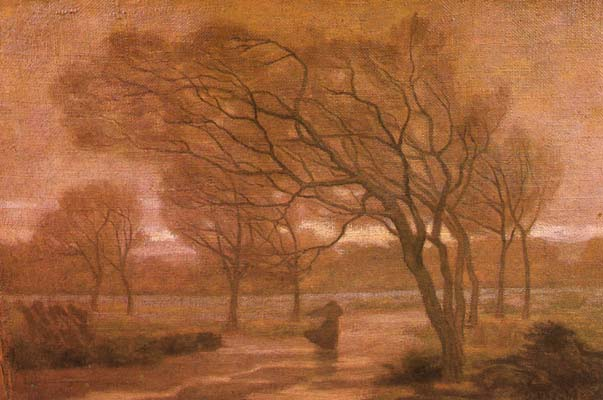
Viento puelche por Ulises Vásquez.
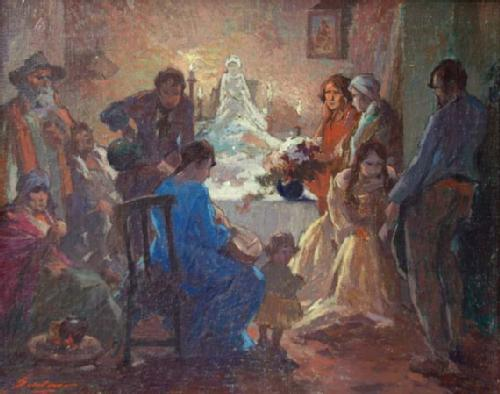
Velorio de un angelito de Arturo Gordon.

### Grupo Montparnasse
El grupo Montparnasse fue un colectivo artístico chileno formado en 1922 por pintores influenciados por la tendencia postimpresionista europea y, sobre todo, por el fauvismo. 
El grupo tomó el nombre del barrio parisino homónimo, centro social de las vanguardias artísticas, después de un viaje a Francia que realizaron en conjunto sus integrantes. Durante la estadía, conocieron a Juan Gris y participaron en el Salón de Otoño de la capital francesa. Además, absorbieron en menor medida otras tendencias, como el expresionismo y el cubismo. 
El grupo manifestaba de plano su rechazo al arte academicista y al criollismo romántico que se imponía en Chile por aquel tiempo.
Algunos de los miembros del grupo y sus adherentes fueron: 
- Pablo Burchard (1873-1960)
- Julio Ortiz de Zárate (1885-1943)
- Jorge Letelier (1887-1966)
- Manuel Ortiz de Zárate (1887-1946)
- Isaías Cabezón (1891-1963)
- Pablo Vidor (1892-1991)
- Augusto Eguiluz (1893-1969)
- Álvaro Yáñez Bianchi [Juan Emar] (1893-1964)
- Henriette Petit (1894-1983)
- Waldo Vila (1894-1979)
- Camilo Mori (1896 -1973)
- Héctor Cáceres (1897-1980)
- Luis Vargas Rosas (1897-1977)
- José Perotti (1898-1956)
- Marta Villanueva (1900-1995)
- Jorge Caballero (1902-1992)
- Ana Cortés (1906-1998)
- Inés Puyo (1906-1996)

En Santiago de Chile, se integró el escritor y pintor Juan Emar, quien escribió en el periódico La Nación columnas acerca del grupo y las figuras europeas de la vanguardia plástica, como Pablo Picasso y Georges Braque.